# Ngô Mây (thị trấn)
Ngô Mây là thị trấn huyện lỵ của huyện Phù Cát, tỉnh Bình Định, Việt Nam.
Theo thống kê năm 2019, thị trấn có diện tích 8,2 km², dân số là 11.976 người, mật độ dân số đạt 1.461 người/km².

## Hành chính
Thị trấn Ngô Mây được chia thành 10 khu phố: An Bình, An Hòa, An Khương, An Kiều, An Kim, An Ninh, An Phong, An Phú, An Thọ, An Hành Tây.